# Kawaihae
Kawaihae est un secteur non constitué en municipalité d'Hawaï.

## Géographie
Il est situé sur la côte ouest d’Hawaï à 56 km au nord de Kailua-Kona. Son port comprend un site de dépôt de carburant et un terminal d'expédition et d'atterrissage militaire.

## Histoire

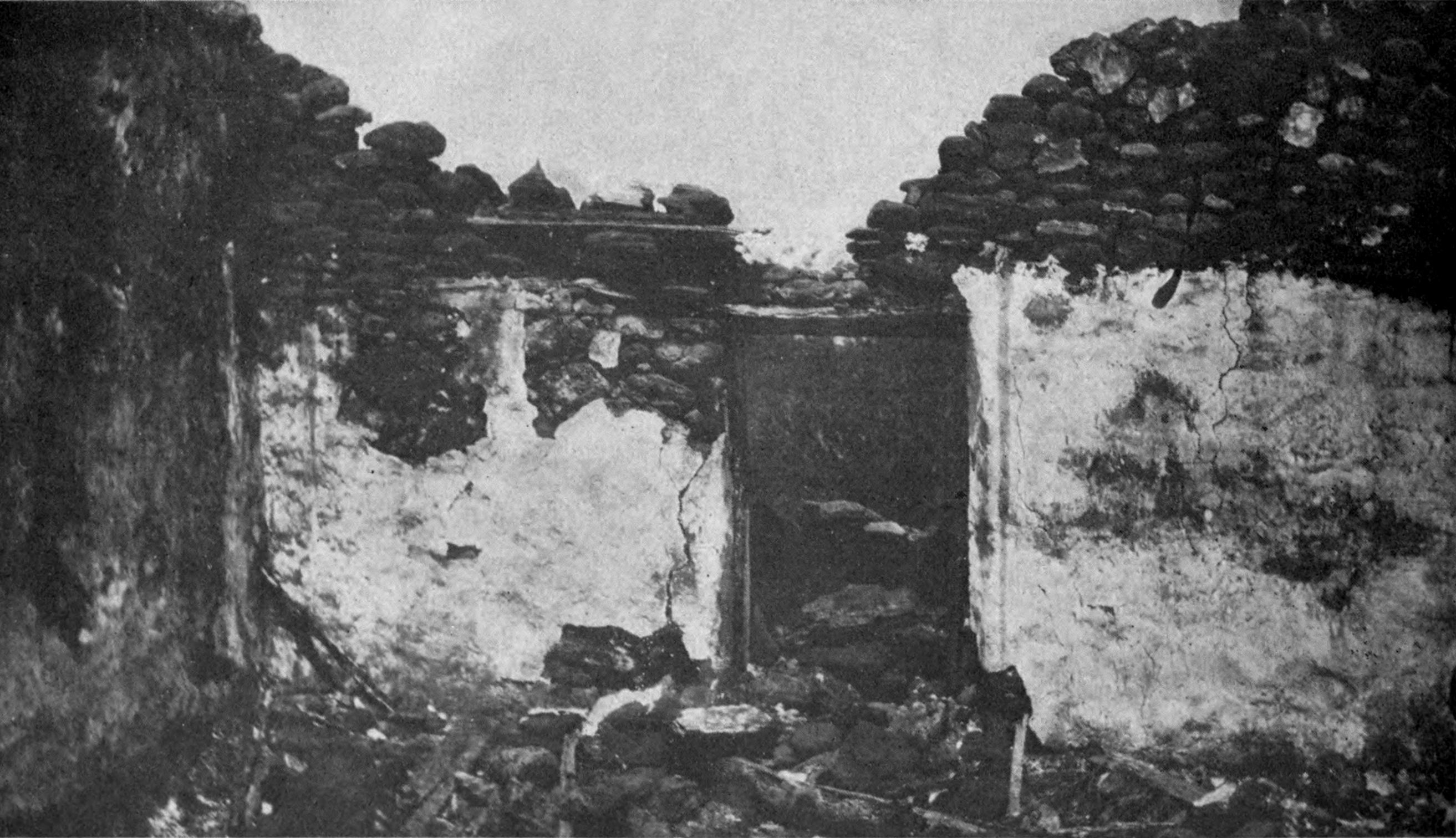
Ruines de la maison de John Young à Kawaihae

Kawaihae était le siège du royaume d'Hawaii pendant le règne de l'usurpateur Alapaʻinuiakauaua jusqu'à ce que son successeur Kalaniopu'u déplace la capitale à Kona. 
Kawaihae est la résidence principale du roi Kamehameha I de 1790 à 1794. George Vancouver  y rencontre le roi en 1793. Kamehameha y sacrifie Keōua Kūʻahuʻula.
On peut y voir les ruines de la maison du gouverneur John Young.